# Indice di patrimonializzazione
In ragioneria l'indice di patrimonializzazione, o indice di indipendenza finanziaria (IIF), è un elemento per la valutazione del bilancio dell'azienda e raffronta la proporzione tra il finanziamento ottenuto con mezzi propri (patrimonio netto) e quello garantito da fonti esterne (patrimonio acquisito: soci, capitali esterni, finanziamenti, etc).
Si tratta quindi del rapporto tra il capitale netto dell'impresa e il suo capitale investito, ordinariamente espresso in termini percentuali, e misura perciò dal punto di vista del patrimonio aziendale la capacità di contenere il ricorso al capitale di credito e all'indebitamento in genere.
Questo indice fa parte della famiglia degli indicatori di struttura, infatti è un indicatore di solidità dello stato patrimoniale dell'azienda.
In base al rapporto dell'indice, esistono sei tipi di strutture finanziarie:
- 0: l'azienda non ha mezzi propri, e si finanzia completamente all'esterno;
- da 0 a 0,33: la struttura finanziaria dell'azienda è gravemente squilibrata;
- 0,34 a 0,55: la struttura finanziaria dell'azienda è squilibrata;
- 0,56 a 0,66: la struttura finanziaria dell'azienda è equilibrata;
- 0,67 a meno di 1: la struttura finanziaria dell'azienda è equilibrata, e la più indicata per lo sviluppo dell'azienda;
- 1: l'azienda usa solo i mezzi propri.